# Ordre de la Légitimité Proscrite
L'ordre de la Légitimité Proscrite est une distinction carliste espagnole, instituée en 1923 par le prétendant Jacques de Bourbon (1870-1931) aîné des Capétiens et chef de la maison de Bourbon, qui portait les titres de courtoisie de duc d’Anjou et duc de Madrid, est le prétendant légitimiste au trône de France sous le nom de Jacques Ier et le prétendant carliste au trône d'Espagne sous le nom de Jacques III, de 1909 à 1931. L'ordre a été créé afin de récompenser « la loyauté des dignes Jaimistas » (partisans carliste du prétendant) et témoigner publiquement de sa gratitude à ceux qui, ont souffert pour lui ou s'en sont montrés dignes par les services rendus à la cause légitimiste en Espagne.

## Historique et modalités d'attribution
L'ordre de la Légitimité Proscrite a été créé le 16 avril 1923 par le prince Jacques de Bourbon, duc d'Anjou et duc de Madrid. Résidant à Paris, il a adressé une lettre à son secrétaire politique José Selva Mergelina, 5e marquis de Villores, expliquant la création de l'ordre et déclarant qu'il servait à reconnaître les mérites de «tous ceux qui par leurs souffrances ou leurs services en seraient dignes». Le marquis de Villores a été décoré de l'Ordre peu après. Par arrêté royal du 8 décembre 1923, il la concéda aux jeunes loyalistes carlistes et à Julio Urquijo, comte d'Urquijo à Madrid. En mars 1924, le prince Jacques a attribué cet ordre à des personnalités carlistes de premier plan comme José Roca y Ponsa, Manuel de Llanza y de Pignatelli de Aragónduc de Solférino, José de Suelves y de Montagut marquis de Tamarit, le général Juan Pérez Nájera, Francisco Martínez, Lorenzo Sáenz y Fernández Cortina, Víctor de Arriazu y Mendiri  IVe marquis de Mendiri et comte de Abárzuza, Francisco Guerrero Vílchez et Esteban de Bilbao Eguía. Le 8 novembre 1925, l'ordre fut attribué à Joaquín Llach, chef du parti traditionaliste dans la Province de Gérone.
Après la mort du prince Jacques, duc d'Anjou et de Madrid, les prétendants carlistes agissent en tant que grands maîtres de l'ordre. Au prince Jacques a succédé le prince Alphonse-Charles de Bourbon, duc de San Jaime en 1931. Alphonse-Charles de Bourbon est mort en 1936 sans héritier mâle, sa succession à la grande maîtrise de l'ordre est depuis disputée entre diverses branches qui se réclament du carlisme.

## Caractéristiques
L'ordre comprend les trois grades de chevalier, officier et commandeur. Le prince Jacques de Bourbon s'était réservé le droit de nommer des grands-croix
L'insigne de l'ordre de la Légitimité Proscrite est constitué d'une croix de Covadonga suspendue à un ruban portant des bandes verticales noires et vertes ; le noir, la couleur de la douleur de l'exil, et le vert, la couleur de l'espoir du triomphe futur. Le ruban « sera simple pour les chevaliers, il aura une petite rosace pour les officiers et une plus grande pour les commandeurs ».